# أندريه لويز سيلفا دو ناسيمينتو
أندريه لويز سيلفا دو ناسيمينتو (مواليد 27 يناير 1980 في ساو جواو ديل ري - البرازيل) لاعب كرة قدم برازيلي يلعب حاليا لصالح نادي الدرجة الأولى نانسي الفرنسي منذ 2005 في مركز قلب الدفاع .

## روابط خارجية
- أندريه لويز سيلفا دو ناسيمينتو على موقع رابطة كرة القدم الفرنسية للمحترفين (الإنجليزية)
- أندريه لويز سيلفا دو ناسيمينتو على موقع قاعدة بيانات كرة القدم.إي يو (الإنجليزية)
- أندريه لويز سيلفا دو ناسيمينتو على موقع Soccerway.com (الإنجليزية)
- أندريه لويز سيلفا دو ناسيمينتو على موقع عالم كرة القدم.نت (الإنجليزية)